# Pont del Pont de Bar
El Pont del Pont de Bar és una obra del Pont de Bar (Alt Urgell) inclosa a l'Inventari del Patrimoni Arquitectònic de Catalunya.

## Descripció
Aquest pont a Pont del Bar, sobre del Segre, desaparegué el mes de novembre de 1982.
Tenia dos arcs encara que realment en tenia tres, ja que sobre un dels dos n'hi havia un altre de petit.

## Història
Aquest pont medieval donà nom al poble i era el penúltim que quedava sobre el Segre, al Comtat de la Cerdanya.
Creu la tradició que Sant Ermengol, bisbe d'Urgell, l'any 1035, visionant les obres de dit pont, caigué al riu i morí ofegat.
L'antic pont fou tirat al terra pels francesos l'any 1794 en fugir cap a la Cerdanya. [C.A. Torras, pàg. 50].
Avui, hi ha una palanca de fusta que ha vingut a substituir l'antic pont.